# Ронда (Малага)
Ронда (шп. Ronda) град је у Шпанији у аутономној заједници Андалузија у покрајини Малага. Према процени из 2017. у граду је живело 34 381 становника.

## Становништво
Према процени, у граду је 2017. живело 34 381 становника.
| 1970.  | 1981.  | 1991.  | 2001.  | 2011.  | 2017.  |
| ------ | ------ | ------ | ------ | ------ | ------ |
| 30.387 | 31.383 | 35.788 | 34.468 | 36.473 | 34.381 |

## Партнерски градови
- Кастиљон Фиорентино
- Куенка
- Chefchaouen
- Ontinyent